# ジェローム・デイヴィス
ジェローム・ディーン・デイヴィス（Jerome Dean Davis，1838年1月17日 - 1910年11月4日）はアメリカ合衆国の軍人、宣教師、神学博士。新島襄らと協力して京都に同志社英学校（現・同志社大学）を創設した。J.D.デイヴィスと表記されることが多い。また、ゼー・デー・デビスとも表記されていた。

## 経歴

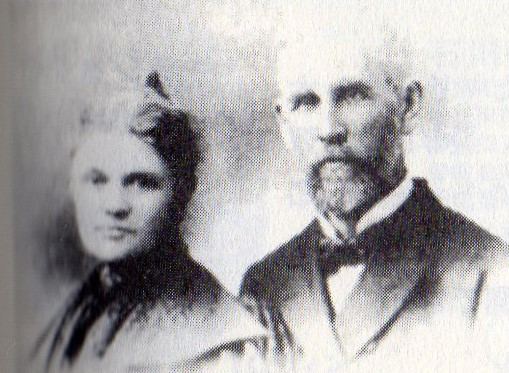
デイヴィス夫妻

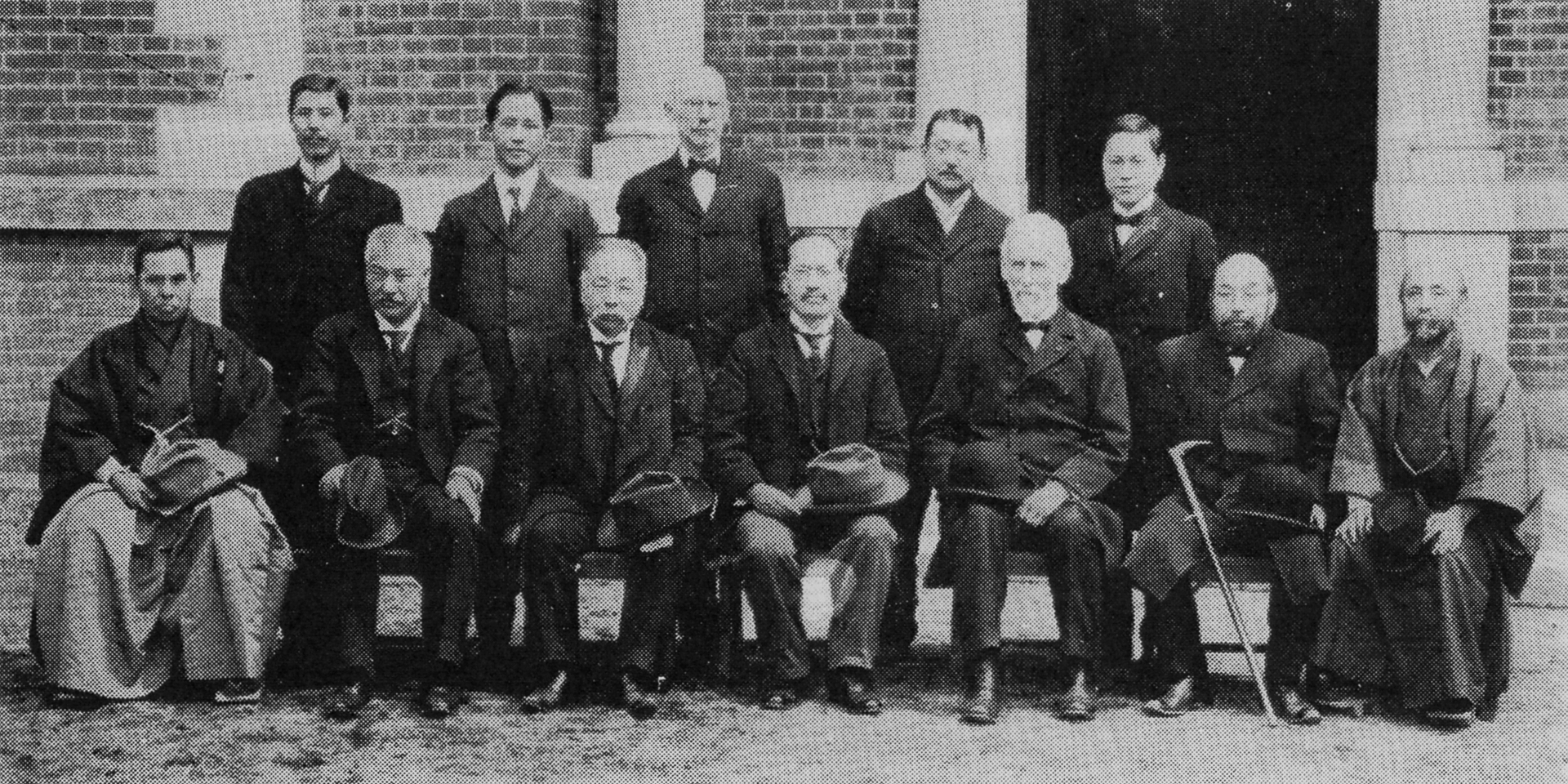
明治後期の同志社理事団（前列右から3人目がデイヴィス）

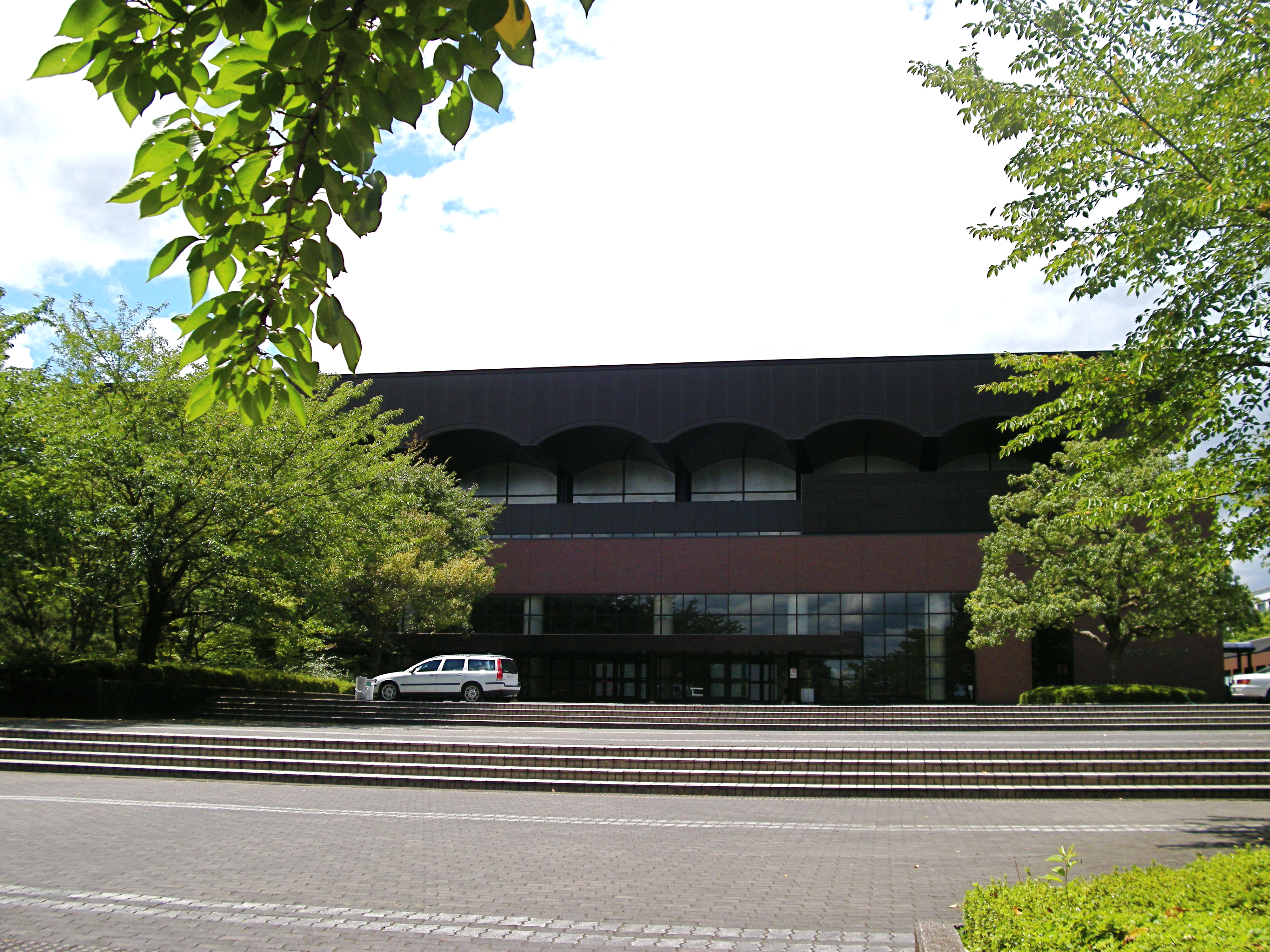
デイヴィス記念館（同志社大学京田辺キャンパス）

ニューヨーク州グロートン出身。ベロイト大学（ウィスコンシン州）在学中に南北戦争が勃発する。北軍の義勇兵としてイリノイ歩兵第52連隊に入り、連隊旗手として軍務に就く。シャイローの戦いで武功を上げ、最終的に中佐になる。
戦争終了後軍籍を捨ててベロイト大学に復学し、卒業後シカゴ神学校で学ぶ。牧師の資格を得てワイオミング州での開拓伝道に従事していたが、やがて日本伝道に興味を抱き、1871年（明治4年）12月にアメリカン・ボード宣教師として神戸に上陸。翌年D・C・グリーン宣教師、前田泰一らと共に宇治野村に自給の英語学校を開設し、多くの学生を集めて授業の前に聖書を教えた。1873年（明治6年）2月に、キリシタン禁制令の高札が撤去されて、キリスト教信仰の自由が保障されると、グリーンとデイヴィスらは元町四丁目に家を借りて、キリスト教図書の書店とチャペルに用いた。
神戸の次は京都に移り、新島襄と2人で同志社最初の教員になる。実質的に同志社の影の校長の役割を担った。この間1882年（明治15年）には母校ベロイト大学から神学博士の学位を授与された。新島の死後、1890年（明治23年）に英文で新島襄伝を著した。
また女子教育の先覚者でもあり、1876年（明治9年）に女性宣教師アリス・スタークウェザーを米国から招いて京都の自宅に女子塾を開いた。これが今日の同志社女子大学の起源である。
1910年（明治43年）、休暇で帰国中にオハイオ州オベリンで発病し、永眠した。彼の遺言 "My Life is My Message"（わが生涯はわが遺言なり）は、同志社大学京田辺キャンパスのデイヴィス記念館（総合体育館）の正面ロビーに刻まれている。

## 親族
- トマス・ジョサイア・デイヴィス -- 兄
- ジェネヴィーブ・デイヴィス・オールズ -- 娘（Genevieve Davis Olds）
- ロバート・ヘンリー・デイヴィス -- 甥 (アメリカン・ボードの宣教師、新潟宣教）
- アンナ・Y・デイヴィス -- 姪 (アメリカン・ボードの宣教師、同志社女学校の教師）

## 著書
- 『天地大原因論』 共著、1881年
- 『基督教証拠論』 友愛書房、1885年
- 『神言外に基督の神たることを証す』 福音社、1889年
- A sketch of the life of Joseph Hardy Neesima,president of Doshisha,Kyoto 1890年
  - 『新島襄先生之伝』 警醒社、1891年
- 『神学総論』 福音社、1890年
- 『基督教之基本』 福音社、1890年
- 『神学之大原理』 福音社、1891年
- 『神霊的の力及び其成長』 福音社、1891年
- 『基督之大なる約束』 福音社、1892年
- 『基督教教理略史』 福音社、1893年
- 『霊魂存在説』 基督教書類会社、1900年
- 『贖罪論』 警醒社、1900年
- 『徳育に付て』 警醒社、1900年
- 『進化新論』 警醒社、1903年
- 『基督教の霊的活動』 警醒社、1906年
- 『基督教倫理学綱要』 警醒社、1907年
- 『信仰の復興』 警醒社、1909年